# Centreville, Maryland
Centreville är en småstad (town) i den amerikanska delstaten Maryland med en yta av 5,4 km² och en folkmängd, som uppgår till 1 970 invånare (2000). Centreville är administrativ huvudort i Queen Anne's County. Staden grundades år 1794.